# Wiktor Ostrowski (nauczyciel)
Wiktor Ostrowski (ur. 17 grudnia 1872 we Lwowie, zm. 14 lipca 1935 w Jarosławiu) – polski nauczyciel, działacz społeczny i polityk, poseł na Sejm I kadencji w II RP z ramienia Związku Ludowo-Narodowego.

## Życiorys
Studia uniwersyteckie ukończył w Wiedniu i Paryżu. Po studiach był nauczycielem szkół realnych we Lwowie i Krakowie, a w latach 1900-1902 w I Gimnazjum w Jarosławiu i Śniatyniu. Działacz TSL i współtwórca Organizacji Narodowej w powiecie jarosławskim. Od 10 maja 1919 do 9 października 1923 prezes Towarzystwa Gimnastycznego „Sokół” w Jarosławiu. W latach 1912–1913 sekretarz Wydziału Bursy im. Mikołaja Kopernika w Jarosławiu. Prezes JKS-u w latach 1918-1928. W 1922 roku uzyskał mandat jako zastępca posła na liście w okręgu wyborczym. nr 47 (Rzeszów). 9 X 1923 roku złożył ślubowanie po śmierci poprzednika – Kazimierza Chłapowskiego. W Sejmie pracował w komisji emigracyjnej. Po zakończeniu kadencji w Sejmie nauczyciel gimnazjalny w II Gimnazjum w Jarosławiu. Autor książki Ludwik Osiński jako krytyk (1907). Zmarł 14 lipca 1935 roku w Jarosławiu.

## Literatura
- Z kroniki żałobnej Gazeta Jarosławska Jarosław 1935
- A. Bełcikowska, Przewodnik, 1925
- Kto był kim, 1994
- Ostrowski Wiktor 1872-1935 [online], Biblioteka Sejmowa [dostęp 2019-10-07] (pol.).